# جيمس تومسون (لاعب شطرنج)
جيمس تومسون (بالإنجليزية: James Thompson)‏ هو لاعب شطرنج أمريكي، ولد في 23 سبتمبر 1804، وتوفي في 2 ديسمبر 1870.

## وصلات خارجية
- جيمس تومسون على موقع مباريات الشطرنج (الإنجليزية)
- جيمس تومسون على موقع 365Chess.com (الإنجليزية)